# Taharahaus (Bad Kissingen)

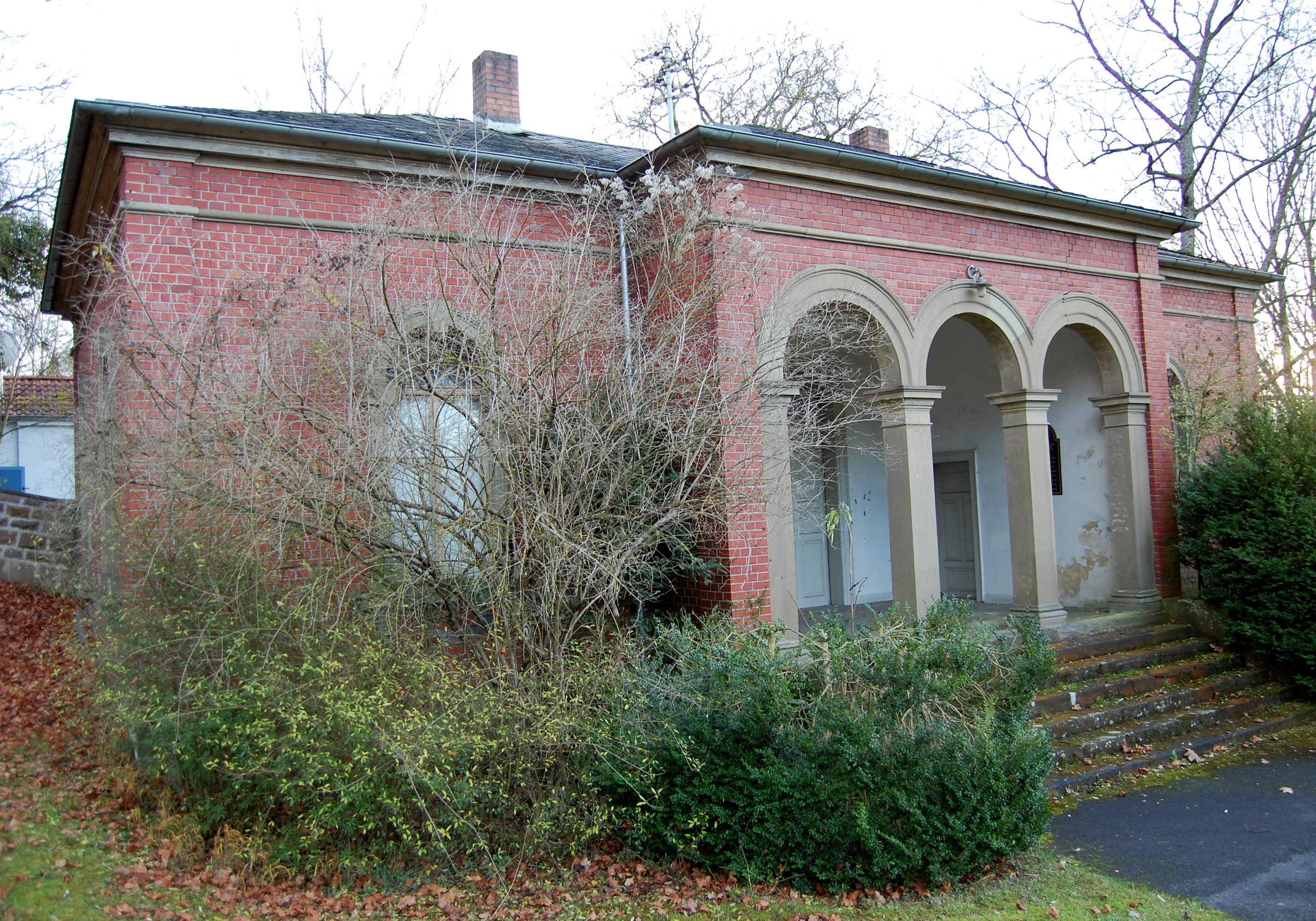
Taharahaus in Bad Kissingen

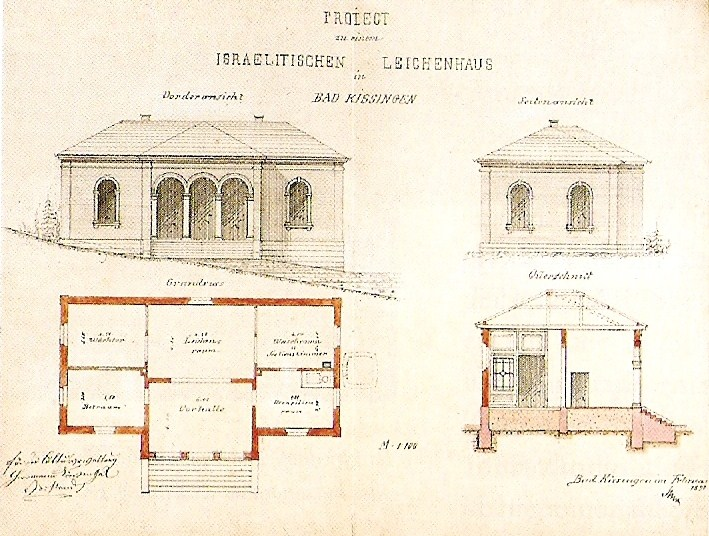
Architektenzeichnungen zum Bau des Taharahauses (1891)

Das Taharahaus in Bad Kissingen, einer Stadt im bayerischen Regierungsbezirk Unterfranken, wurde 1891 im Rahmen einer Erweiterung des Jüdischen Friedhofs Bad Kissingen erbaut.

## Beschreibung
Das Taharahaus wurde nach Plänen des Baumeisters Gillich im spätklassizistischen Stil erbaut. Im Gebäude waren ein Wächter-, Bet-, Wasch-, Leichen-, Utensilien- und Sektionsraum untergebracht. 
Das rote Backsteingebäude besitzt einen Mittelrisalit, der auf das Gräberfeld ausgerichtet ist. Eine Freitreppe führt zur dreifachen Arkade, deren profilierte Bögen auf dorisch-toskanischen Säulen ruhen. Ein rustizierter Sockel umzieht das Gebäude.